# 上門知樹
上門 知樹（うえじょう さとき、1997年4月27日 - ）は、沖縄県うるま市出身のプロサッカー選手。Jリーグ・セレッソ大阪所属。ポジションはミッドフィールダー（MF）。
元々は高校でサッカーを見限って、調理師を目指していた。沖縄県立与勝高等学校史上初のプロサッカー選手。

## 来歴

### プロ入り前
小学三年生でサッカーを始めた。
中学・高校共に公立学校のサッカー部に所属していた（高校は2001年を最後に全国大会に出場しておらず強豪ではない）。実力が近い相手がおらず本気で練習をしない時期もあった。与勝高校ではワントップに配され、チームの大黒柱として牽引した。
2015年、全国高校サッカー選手権大会沖縄県大会決勝に出場した。その県大会3回戦を偶然観戦していた2016年度からFC琉球監督に就任するキン・ジョンソンの目に留まり、加入のオファーを受けたが、すでに本人はサッカー選手ではなく、調理師を目指し、内定を受けていた専門学校への進学を決めていたため乗り気でなかった。また、父子家庭で経済的に余裕があるわけではなく、J3では安定した収入が見込めないため入団には後ろ向きだったが、父親に「誰でもできることじゃない」と背中を押されたことで 高校卒業後の2016年、FC琉球へ加入。

### FC琉球
これまでライバルになるような選手がいなかったが、プロ入り後は自分以上の選手に囲まれプロの洗礼を受けた。1年目は8試合出場、放ったシュートは2本と、全く活躍できなかった。2年目も同様に活躍しなかった。
3年目に練習の成果を実らせ、開幕戦でプロ入り後初ゴールを含む2ゴール1アシストの活躍。勢いに乗りかけたが、再び壁にぶつかり2戦目以降は得点は無かった。プロ入り後3年間、目立った活躍は無かった。チームはJ3からJ2に昇格を決めた。
4年目の2019年、チームメイトとの連携の中で攻撃陣の一枚として期待されるようになり、第2節の大宮J2リーグ第2節でJ2初出場初ゴールを決め、最終的にリーグ戦で14ゴールの活躍を見せた。

### ファジアーノ岡山FC
2020年に、ファジアーノ岡山FCへ完全移籍で加入。加入初年度、7ゴール・5アシストとチームトップの活躍を見せた。
2021年は岡山と契約を延長し、献身的な守備や遠くからのロングシュートなどで2桁得点をマークした。10月のJ2月間MVPを受賞している。

### セレッソ大阪
2022年、J1のセレッソ大阪へ完全移籍で加入した。入団を祝してうるま市は本庁に懸垂幕を掲揚した。背番号は、過去には乾貴士が着用し、水沼宏太の横浜F・マリノスへの移籍後、空き番号となっていた7番を付けた。2月23日、アウェイ開催のルヴァンカップ・ガンバ大阪戦でJ1デビュー、チームの2点目を決めて勝利に貢献した。9月21日、ルヴァンカップ準決勝、浦和レッズとの第1戦で、無回転気味のドライブミドルシュートで先制点を決めて、2年連続の決勝進出に貢献。12月9日、毎熊晟矢、鈴木徳真と共に2025年までの複数年契約更新が発表された。
2023年、第7節で人生初のレッドカードを受けた、チームは敗北。出場停止明けの第9節では追加点を決めて勝利に貢献した。「退場した次の日は、何を言われるか怖かった思いもあったが嫌なメッセージは何一つなくセレッソサポーターのみなさんがSNSで凄く温かいメッセージをくれて、セレッソのサポーターは素晴らしい人たちばかりだと改めて思った。今日のゴールはサポーターに向けたゴールだ。このサポーターのために優勝したい思いが強くなった」と明かした。

## 所属クラブ
- うるま市立勝連小学校
- 勝連FC[12]
- うるま市立与勝中学校
- 沖縄県立与勝高等学校
- 2016年 - 2019年 FC琉球
- 2020年 - 2021年 ファジアーノ岡山FC
- 2022年 -  セレッソ大阪

## 個人成績
| 国内大会個人成績 | 国内大会個人成績 | 国内大会個人成績 | 国内大会個人成績 | 国内大会個人成績 | 国内大会個人成績 | 国内大会個人成績 | 国内大会個人成績 | 国内大会個人成績 | 国内大会個人成績 | 国内大会個人成績 | 国内大会個人成績 |
| 年度             | クラブ           | 背番号           | リーグ           | リーグ戦         | リーグ戦         | リーグ杯         | リーグ杯         | オープン杯       | オープン杯       | 期間通算         | 期間通算         |
| 年度             | クラブ           | 背番号           | リーグ           | 出場             | 得点             | 出場             | 得点             | 出場             | 得点             | 出場             | 得点             |
| 日本             | 日本             | 日本             | 日本             | リーグ戦         | リーグ戦         | リーグ杯         | リーグ杯         | 天皇杯           | 天皇杯           | 期間通算         | 期間通算         |
| ---------------- | ---------------- | ---------------- | ---------------- | ---------------- | ---------------- | ---------------- | ---------------- | ---------------- | ---------------- | ---------------- | ---------------- |
| 2016             | 琉球             | 19               | J3               | 10               | 0                | -                | -                | 1                | 0                | 11               | 0                |
| 2017             | 琉球             | 14               | J3               | 11               | 0                | -                | -                | 0                | 0                | 11               | 0                |
| 2018             | 琉球             | 14               | J3               | 18               | 2                | -                | -                | 0                | 0                | 18               | 2                |
| 2019             | 琉球             | 14               | J2               | 38               | 14               | -                | -                | 1                | 1                | 39               | 15               |
| 2020             | 岡山             | 19               | J2               | 42               | 7                | -                | -                | -                | -                | 42               | 7                |
| 2021             | 岡山             | 14               | J2               | 41               | 13               | -                | -                | 1                | 0                | 42               | 13               |
| 2022             | C大阪            | 7                | J1               | 18               | 2                | 12               | 2                | 2                | 0                | 32               | 4                |
| 2023             | C大阪            | 7                | J1               | 28               | 4                | 6                | 0                | 3                | 2                | 37               | 6                |
| 2024             | C大阪            | 7                | J1               | 29               | 0                | 4                | 1                | 2                | 0                | 35               | 1                |
| 通算             | 日本             | 日本             | J1               | 75               | 6                | 22               | 3                | 7                | 2                | 104              | 11               |
| 通算             | 日本             | 日本             | J2               | 121              | 34               | -                | -                | 2                | 1                | 123              | 35               |
| 通算             | 日本             | 日本             | J3               | 39               | 2                | -                | -                | 1                | 0                | 40               | 2                |
| 総通算           | 総通算           | 総通算           | 総通算           | 235              | 42               | 22               | 3                | 10               | 3                | 267              | 48               |

出場歴
- Jリーグ初出場 - 2016年3月13日 J3第1節 vs藤枝MYFC（沖縄県総合運動公園陸上競技場）
- Jリーグ初得点 - 2018年3月11日 J3第1節 vsカターレ富山（沖縄県総合運動公園陸上競技場）

## タイトル

### クラブ
FC琉球
- J3リーグ：1回（2018年)